# Schweizerische Gesellschaft der Freunde einer autoritären Demokratie
Die Schweizerische Gesellschaft der Freunde einer autoritären Demokratie (SGAD) war eine politische Organisation der Frontenbewegung.

## Geschichte
Ende 1938 gründete Ernst Leonhardt, ehemaliger Major der Schweizer Armee, die SGAD als Nachfolgeorganisation des Volksbunds und deren Vorgängerin, der Nationalen Front. Da diese aufgrund der Verordnung zum Schutze der Demokratie verboten worden waren, wählte er zur Tarnung die Form einer Gesellschaft.
Die SGAD gab ein Mitteilungsblatt heraus, das die seit 1938 verbotene Zeitung Der Angriff (vorher Zeitung Volksbund) ersetzte und per Post über ein Verteilnetz vertrieben wurde.
Die meisten Versammlungen der SGAD fanden in Lörrach statt.
1939 reiste Leonhardt nach Frankfurt am Main und erhielt dort Unterstützung durch das Propagandaministerium. Im gleichen Jahr führte er zusammen mit Ernst Burri und ehemaligen Volksbundmitgliedern eine Flugblattkampagne gegen die Schweizer Regierung (Bundesrat). Die schweizerischen Bundesbehörden eröffneten daraufhin ein Verfahren gegen einige Mitglieder der SGAD. Im Kanton Solothurn wurden ein Militärprozess und ein Strafprozess angehoben. Ende 1939 flüchtete Leonhardt in das Deutsche Reich.
Im August 1940 forderte die SGAD den Rücktritt der Regierung und die Anpassung der Schweiz an das neue nationalsozialistische Europa. Im Oktober 1940 enttarnte die schweizerische Bundespolizei eine Verteilerorganisation der SGAD.
Ein Sabotagetrupp der SGAD, der aus zwei Schweizern und sechs Deutschen bestand, beschädigte mehrere Flugzeuge; die Saboteure wurden verhaftet. Am 8. November 1940 verbot der Bundesrat die SGAD.
1942 bis 1944 kam es zum Gerichtsprozess. Angeklagt waren Leonhardt, Ernst Burri, Wilhelm Engler, Gottlieb Wierer, Hans Renold, Ludwig Nebel, Ernst Wagner, Alfred Wenger und 39 weitere Personen. Die meisten Angeklagten wurden zu Zuchthausstrafen von sieben Jahren verurteilt, teilweise ausgebürgert und des Landes verwiesen. Leonhardt erhielt zehn Jahre. Eine Person wurde freigesprochen.

## Politische Ausrichtung
Das Ziel der SGAD war es, die Schweiz gemäss dem Vorbild des deutschen Nationalsozialismus in einen nationalsozialistischen Führerstaat umzuwandeln.